# Bryllup, begravelse og dåb
Bryllup, begravelse og dåb er en svensk dramaserie instrueret af Colin Nutley, der skrev manuskriptet med Helena Bergström. Den er produceret af Sweetwater Production i samproduktion med Film i Väst, TV4 og C More.
Seriens første sæson havde premiere på C More den 4. februar 2019 og bestod af fire afsnit. Sæson 2, også med fire afsnit, havde premiere den 14. september 2020. Året efter udkom spillefilmen Bryllup, begravelse og dåb – filmen.

## Handling
To vidt forskellige familier flettes sammen, da Meja og Sunny vælger at blive gift det samme sted. Ti minutters uhæmmet tåbelighed under deres sommerbryllup fører til en fortsat rejse, der vender alles liv på hovedet.

## Medvirkende (i udvalg)
- Helena Bergström som Grace
- Maria Lundqvist som Michelle
- Johan H. Kjellgren som Carl-Axel
- Philip Zandén som Samuel
- Molly Nutley som Meja
- Angelika Prick som Sunny
- Marie Göranzon som Louise
- Jan Malmsjö som Rolf
- Andreas T. Olsson som Valentin
- Alexander Karim som Schiff
- Peter Harryson som Conny
- Jonathan Fredriksson som Damien